# 2010年3月逝世人物列表
2010年逝世人物列表：1月 - 2月 - 3月 - 4月 - 5月 - 6月 - 7月 - 8月 - 9月 - 10月 - 11月 - 12月
2010年3月逝世人物列表，是用于汇总2010年3月期间逝世人物的列表。

## 依日期排序

### 1日
- 塔杜爾·巴拉·古德（Tadur Bala Goud），78歲，印度政治家。[1]
- 瑪麗·巴爾（Mary Barr），84歲，美國林務局第一位女飛行員。[2]
- 佩里·布魯克斯（Perry Brooks），55歲，美式橄欖球運動員（華盛頓紅人隊）。[3]
- 羅伯特·克拉克森（Robert Clarkson），62歲，美國稅務抗議者。[4]
- 克利斯蒂安·迪格比（Kristian Digby），32歲，英國電視節目主持人兼導演（《買還是不買》），意外窒息。[5]
- 克利夫頓·福布斯（Clifton Forbes），64歲，牙買加奧運運動員。[6]
- 埃米爾·福塞留斯（Emil Forselius），35歲，瑞典演員，自殺。[7]
- 斯拉夫科·弗拉斯（Slavko Fras），81歲，斯洛維尼亞記者和編輯。[8]
- 巴里·漢娜（Barry Hannah），67歲，美國小說家和短篇小說作家，心臟病發作。[9]
- 弗拉基米爾·伊留申，82歲，俄羅斯試飛員。[10]
- 保羅·金玉均（Paul Kim Ok-kyun），84歲，韓國羅馬天主教主教，名義上的吉爾巴主教（1985-2001）。[11]
- 露絲·克裡格曼（Ruth Kligman），80歲，美國抽象畫家，傑克遜·波洛克（Jackson Pollock）的繆斯女神。[12]

### 2日
- 弗朗西斯科·艾達，75歲，北馬里亞納群島政治家，第一任副州長（1978-1982）。[13]
- 賽義德·阿裡，67歲，印度奧運金牌得主（1964年）曲棍球運動員。[14]
- 亞歷山大·季霍米羅夫，28歲，俄羅斯/伊斯蘭激進分子領袖，伊斯蘭叛亂分子的理論家領袖，被俄羅斯軍隊殺害。
- 梅爾瓦·布蘭切特（Melva Blancett），85歲，美國女演員。[15]
- Judith Bumpus，70歲，英國藝術電臺製作人。[16]
- 溫斯頓·邱吉爾（Winston Churchill），69歲，英國政治家，斯特雷特福德（1970-1983）和大衛胡爾姆（1983-1997）的國會議員，前列腺癌。[17]
- 保羅·德雷頓，70歲，美國運動員，1964年奧運會金牌和銀牌得主，癌症。[18]
- Jón Hnefill Aðalsteinsson，82歲，冰島學者。[19]
- Don Kent，92歲，美國氣象學家（WBZ-TV），自然原因。[20]
- 米洛斯拉夫·洛斯（Miloslav Loos），96歲，捷克奧運自行車運動員。[21]
- 易卜拉欣·哈薩諾夫（Ibragim Khasanov），72歲，俄羅斯奧運短距離皮划艇運動員。[22]
- Charles B. Moore，89歲，美國物理學家、工程師和氣象學家。[23]
- 埃裡克·莫爾斯（Eric Morse），91歲，澳大利亞板球運動員。[24]
- 傑夫·邁伯格（Geoff Myburgh），81歲，南非奧運帆船運動員。[25]
- 約瑟夫·埃爾南德斯·奧喬亞，26歲，宏都拉斯記者，被槍殺。[26]
- 奧瑪律·龐德（Omar Pound），83歲，美國作家和翻譯家。[27]
- 霍斯特·烏爾班，73歲，捷克奧運雪橇運動員。[28]

### 3日
- Keith Alexander，53歲，英國足球運動員（聖盧西亞）和經理，腦動脈瘤。[29][30]
- 約翰尼·艾倫（Johnny Allen），76歲，美式橄欖球運動員（華盛頓紅人隊），阿爾茨海默病。[31]
- Stefan Bengtsson，55歲，瑞典奧運帆船運動員。[32]
- 弗蘭克·貝爾泰納（Frank Bertaina），65歲，美國職業棒球大聯盟球員，心臟病發作。[33]
- 瑪麗亞·多琳娜（Mariya Dolina），87歲，烏克蘭俯衝轟炸機飛行員，蘇聯英雄。[34]
- 弗朗茨·艾布勒（Franz Eibler），85歲，奧地利奧運舉重運動員。[35]
- 邁克爾·富特，96歲，英國政治家，工黨領袖（1980-1983）。[36]
- Marie-Christine Gessinger，17歲，奧地利時裝模特，車禍。[37]
- 莫莫·卡普爾（Momo Kapor），72歲，塞爾維亞作家和畫家。[38]
- Big Tiny Little，79歲，美國音樂家（勞倫斯·韋爾克秀）。[39]
- 尤里·斯捷潘諾夫，42歲，俄羅斯演員，車禍。[需要引證]
- John Strohmeyer，85歲，美國記者，普利策獎得主，心力衰竭。[40]
- 奧列格·秋林，72歲，俄羅斯賽艇運動員，1964年奧運會金牌得主。[41]

### 4日
- 雷蒙德·亞伯拉罕（Raimund Abraham），76歲，奧地利出生的美國建築師（紐約奧地利文化論壇），車禍。[42]
- 約翰尼·阿爾夫（Johnny Alf），80歲，巴西歌手和作曲家，前列腺癌。[43]
- 弗拉迪斯拉夫·阿爾津巴，64歲，喬治亞政治家，阿布哈茲分離主義總統（1994-2005）。[44]
- Big Truck，app.5，美國純種賽馬，被安樂死。[45]
- 安德列·布沙爾（André Bouchard），64歲，加拿大生態學家和環保主義者，心臟病發作。[46]
- 埃塔·卡梅隆（Etta Cameron），70歲，出生於巴哈馬的丹麥福音歌手，癌症。[47]
- 希拉蕊奧·查韋斯·喬亞，82歲，墨西哥羅馬天主教主教，新卡薩斯大主教（1977-2004）。[48]
- 阿瑪莉·克裡斯蒂（Amalie Christie），96歲，挪威鋼琴家。[49]
- 撒母耳·埃爾德斯維爾德（Samuel J. Eldersveld），92歲，美國政治學家和政治家。[50]
- Joaquim Fiúza，102歲，葡萄牙水手，1952年奧運會銅牌得主。[51]
- 近藤哲夫，80歲，日本政治家，勞動大臣（1991-1992）。[52]
- Nan Martin，82歲，美國女演員（The Drew Carey Show，Cast Away，Shallow Hal），肺氣腫。 [53]
- 羅傑·紐曼（Roger Newman），69歲，英國出生的美國演員和電視編劇（《指路明燈》《激情》），癌症。[54]
- Angelo Poffo，84歲，美國職業摔跤手。[55]
- 托尼·理查茲（Tony Richards），76歲，英國足球運動員（沃爾索爾）。[56]
- 喬安妮·辛普森（Joanne Simpson），86歲，美國氣象學家，第一位獲得氣象學博士學位的女性。[57]
- Lolly Vegas，70歲，美國歌手（Redbone），肺癌。[58]
- 弗雷德·韋德洛克（Fred Wedlock），67歲，英國民謠音樂家，肺炎併發症。[59]

### 5日
- 奧拜杜拉·阿洪德（Obaidullah Akhund），阿富汗塔利班領導人，心臟病。[60]
- 阿米娜·阿西爾米（Aminah Assilmi），64-65歲，美國穆斯林講師，作家和女權活動家，車禍。[61]
- 唐納德·弗雷（Donald N. Frey），87歲，美國產品規劃經理，福特野馬（Ford Mustang）的聯合創始人，中風。[62]
- 亞歷山大·格雷夫（Aleksandr Grave），89歲，俄羅斯演員。[63]
- 赫塔·哈斯（Herta Haas），96歲，斯洛維尼亞出生的南斯拉夫遊擊隊員，約瑟普·布羅茲·鐵托的第二任妻子。[64]
- 菲力浦·蘭裡奇（Philip Langridge），70歲，英國男高音，結直腸癌。[65]
- 安德列·皮爾（Andrée Peel），105歲，法國愛國者，二戰抵抗運動成員。[66]
- 查理斯·皮理斯（Charles B. Pierce），71歲，美國電影導演（《沼澤溪傳奇》）。[67]
- 阿爾貝托·龍奇（Alberto Ronchey），83歲，義大利政治家和記者。[68]
- 沃爾夫岡·申克（Wolfgang Schenck），97歲，德國飛行員，德國空軍飛行王牌。[69]
- 理查·斯台普利（Richard Stapley），86歲，英國出生的美國演員（《三個火槍手》），腎功能衰竭。[70]
- 哈爾·特朗布爾（Hal Trumble），83歲，美國冰球管理員和裁判。[71]
- 埃德加·韋伯恩（Edgar Wayburn），103歲，美國環保主義者和環保主義者。[72]
- 揚·威爾遜（Jan Wilson），70歲，澳大利亞政治家，維多利亞州丹德農北部MLA（1985-1999）。[73]
- Makoto Yuki，17歲，日本高中生，Nyx S.E.E.S Annihilation 的 Gekkoukan 高中 （1993–2010）

### 6日
- 曼蘇爾·阿米拉塞菲，76歲，伊朗奧運足球運動員，癌症。[74]
- Cho Gyeong-chul，80歲，韓國天文學家，心臟病發作。[75]
- 費因斯·康沃利斯，第三代康沃利斯男爵，88歲，英國貴族。[76]
- 布魯斯·格雷厄姆（Bruce Graham），84歲，美國建築師（威利斯大廈，約翰漢考克中心），阿爾茨海默病。[77]
- Endurance Idahor，25歲，奈及利亞足球運動員，心臟病發作。[78]
- H.M. Koutoukas，72歲，美國劇作家（《洗衣店裡的美狄亞》），糖尿病併發症。[79]
- 馬克·林科斯（Mark Linkous），47歲，美國創作歌手（Sparklehorse），槍擊自殺。[80]
- 卡羅爾·馬什（Carol Marsh），83歲，英國女演員。[81]
- 伊費達約·奧拉達波（Ifedayo Oladapo），77歲，奈及利亞工程師。[82]
- 羅納德·佩特森（Ronald Pettersson），74歲，瑞典冰球運動員。[83]
- 吉姆·羅蘭（Jim Roland），67歲，美國職業棒球大聯盟球員。[84]
- 西德·蒂爾尼，86歲，英國政治家，伯明罕亞德利議員（1974-1979）。[85]
- 奈傑爾·特倫奇（Nigel Trench），第七代阿什敦男爵，93歲，英國外交官。[86]

### 7日
- 肯尼斯·多佛爵士，89歲，英國古典主義者，英國學院院長（1978-1981）。[87]
- 肯·戴爾（Ken Dyer），63歲，美式足球運動員（辛辛那提孟加拉虎隊）。[88]
- 牛頓·庫倫杜，61歲，肯亞政治家，勞工部長（2006-2008年），長期患病。[89]
- 塞爾戈·米高揚（Sergo Mikoyan），80歲，俄羅斯歷史學家，拉丁美洲白血病專家。[90]
- 卡洛斯·莫拉托里奧，80歲，阿根廷奧運會馬術銀牌得主（1964年）。[91]
- 艾達·巴古斯·奧卡（Ida Bagus Oka），74歲，印尼政治家，巴厘島州長（1988-1993），心臟病。[92]
- 理查·斯蒂茨（Richard Stites），78歲，美國歷史學家和作家，癌症併發症。[93]
- 湯姆·瑟伯（Tom Thurber），75歲，加拿大政治家。[94]
- 派翠克·托帕洛夫（Patrick Topaloff），65歲，法國演員和幽默家，心臟病發作。[95]
- Ben Westlund，60歲，美國政治家，俄勒岡州財政部長（2009-2010），肺癌。[96]
- 威廉·普羅克特·威爾遜，88歲，美國商人和慈善家。[97]

### 8日
- 阿爾伯特·克拉克（Albert P. Clark），96歲，美國空軍軍官。[98]
- 托尼·伊米（Tony Imi），72歲，英國電影攝影師（《敵人的地雷》、《剋星》、《海狼》）。[99]
- David Kimche，82歲，以色列外交官，摩薩德間諜（1953-1980），腦癌。[100]
- 維特·克萊姆斯（Vit Klemes），77歲，捷克出生的加拿大水文學家。[101]
- 蓋伊·拉佩比（Guy Lapébie），93歲，法國公路自行車賽車手。[102]
- 本傑明·魯賓（Benjamin Rubin），93歲，美國微生物學家，分叉疫苗接種針的發明者。[103]
- 蓋爾·湯姆森，90歲，美國新罕布什爾州第一夫人（1973-1979），小梅爾德里姆·湯姆森的妻子，心力衰竭。[104]
- Mahama Johnson Traoré，68歲，塞內加爾電影導演，長期患病。[105]
- Georgy Zatsepin，92歲，俄羅斯天體物理學家。[106]

### 9日
- Antoine Choueiri，70歲，黎巴嫩商人和媒體大亨，長期患病。[107]
- 保羅·科利爾（Paul Collier），46歲，澳大利亞殘疾宣導者，腦出血。[108]
- 格奧爾基·康斯坦丁（Gheorghe Constantin），77歲，羅馬尼亞足球運動員和經理。[109]
- 萊昂內爾·考克斯（Lionel Cox），80歲，澳大利亞公路自行車賽車手，肺炎。[110]
- 威利·大衛斯（Willie Davis），69歲，美國棒球運動員（洛杉磯道奇隊），自然原因。[111]
- 杜爾馬廷，39歲，印尼恐怖分子，2002年巴厘島爆炸案策劃者，被槍殺。[112]
- 伊莉莎白·法羅（Elizabeth Farrow），83歲，美國棒球運動員（AAGPBL）。[113]
- 特蕾莎·古鐵雷斯（TeresaGutiérrez），81歲，哥倫比亞女演員，自然原因。[114]
- 多麗絲·哈多克（Doris Haddock），100歲，美國政治活動家，呼吸系統疾病併發症。[115]
- Catherine Itzin，65歲，美國女權主義學者，名譽研究員（布拉德福德大學），十二指腸癌。[116]
- Jean Kerebel，91歲，法國奧運銀牌（1948年）獲得獎牌的運動員。[117]
- 伯納德·納羅科比（Bernard Narokobi），67歲，巴布亞紐幾內亞政治家、外交官、律師和哲學家，短暫患病後。[118]
- Wilfy Rebimbus，67歲，印度音樂家，肺癌。[119]
- 阿爾達·內維斯·達格拉薩·杜·埃斯皮里圖·桑托，83歲，聖托米亞詩人。[120]
- 里卡多·維達爾（Ricardo Vidal），79歲，智利奧運選手。[121]
- 亨利·維滕伯格，91歲，美國摔跤手，1948年奧運會金牌得主。[122]

### 10日
- 內特·比斯利（Nate Beasley），56歲，美式足球運動員。[123]
- 特魯迪·蔡斯（Truddi Chase），74歲，美國自傳作家。[124]
- Leeann Chin，77歲，華裔美國餐館老闆，Leeann Chin餐廳創始人，長期患病。[125]
- 伊芙琳·達爾（Evelyn Dall），92歲，美國歌手和演員，長期患病。[126]
- 比約恩·馮·德·埃施（Björn von der Esch），80歲，瑞典政治家。[127]
- 比爾·費舍爾，84歲，澳大利亞法官，新南威爾士州工業委員會主席（1981-1998）。[128]
- 科里·海姆（Corey Haim），38歲，加拿大演員（盧卡斯，迷失的男孩，駕駛執照），肺炎。[129]
- 蒂姆·霍蘭德（Tim Holland），79歲，美國西洋雙陸棋選手，肺氣腫。[130]
- 多蘿西·賈尼斯（Dorothy Janis），98歲，美國無聲電影女演員。[131]
- 文森特·門薩（Vincent Mensah），85歲，貝寧羅馬天主教主教，波多諾伏主教（1970-2000）。[132]
- 穆罕默德·賽義德·坦塔維（Muhammad Sayyid Tantawy），81歲，埃及穆斯林神職人員，大伊瑪目（愛資哈爾清真寺），心臟病發作。[133]
- 喬治·韋伯，92歲，英國傳統爵士音樂家[134]

### 11日
- 沃爾特·阿倫森（Walter Aronsson），92歲，瑞典奧運雪橇運動員。[135]
- 保羅·鄧拉普，90歲，美國電影作曲家。[136]
- 約翰·杜爾（John Durr），79歲，南非奧運游泳運動員。[137]
- 約翰·希爾，68歲，加拿大職業摔跤手，阿爾茨海默病。[138]
- 路易士·霍姆斯（Louis Holmes），99歲，英國出生的加拿大冰球運動員和教練。[139]
- 瑪蒂爾德·埃琳娜·洛佩斯，91歲，薩爾瓦多詩人、散文家和劇作家。[140]
- 威利·麥克法蘭（Willie MacFarlane），79歲，蘇格蘭足球運動員和經理。[141]
- 大衛·梅扎（David Meza），51歲，宏都拉斯記者，被槍殺。[142]
- Hans van Mierlo，78歲，荷蘭政治家，國防部長（1981-1982），外交部長（1994-1998），副首相（1994-1998）。[143]
- 查理斯·摩爾（Charles Moore），79歲，美國攝影師。[144]
- 伯納德·諾瓦克，90歲，美國政治家，賓夕法尼亞州眾議院議員（1969-1980）。[145]
- 梅林·奧爾森（Merlin Olsen），69歲，美式橄欖球運動員（洛杉磯公羊隊），職業橄欖球名人堂成員，演員（草原上的小房子，墨菲神父），間皮瘤。[146]
- 阿諾爾·帕茨（Arnall Patz），89歲，美國眼科醫生，心臟病患者。[147]
- Leena Peltonen-Palotie，57歲，芬蘭遺傳學家，骨癌。[148]
- 桑迪·斯科特（Sandy Scott），75歲，加拿大職業摔跤手，胰腺癌。[149]
- Turhan Selçuk，87歲，土耳其漫畫家。[150]
- 埃琳娜·什瓦茨（Elena Shvarts），61歲，俄羅斯詩人。[151]
- 伊莉莎白·德·斯特羅米洛（Elisabeth de Stroumillo），83歲，英國記者，踏板車事故。[152]
- 科林·威爾斯（Colin Wells），76歲，英國歷史學家和考古學家。[153]

### 12日
- David Ahenakew，76歲，加拿大原住民領袖和政治家，癌症。[154]
- 穆拉納·哈米德·烏丁·胡薩米·阿基爾·薩哈卜，77歲，印度伊斯蘭學者。[155]
- 鮑勃·阿特斯利（Bob Attersley），76歲，加拿大冰球運動員，1960年冬奧會銀牌得主。[156]
- 米格爾·德利貝斯（Miguel Delibes），89歲，西班牙作家，記者和學者，結直腸癌。[157]
- 萊斯利·鄧肯（Lesley Duncan），66歲，英國創作歌手，腦血管疾病。[158]
- 漢娜·雷納特·勞里安（Hanna-Renate Laurien），81歲，德國政治家。[159]
- 法蒂瑪·米爾（Fatima Meer），81歲，南非學者，編劇和反種族隔離活動家，中風。[160]
- 亞歷山大·米納耶夫（Aleksandr Minayev），51歲，俄羅斯足球運動員和教練。[161]
- 查理斯·馬斯卡廷（Charles Muscatine），89歲，美國喬叟學者，教育改革宣導者，肺部感染。[162]
- 休·羅伯遜（Hugh Robertson），70歲，蘇格蘭足球運動員（鄧迪足球俱樂部）。[163]
- 哈米什·斯科特（Hamish Scott），86歲，蘇格蘭橄欖球聯盟球員（蘇格蘭北部，國家隊）。[164]
- 伊恩·辛菲爾德（Ian Sinfield），75歲，澳大利亞奧運選手。[165]
- Glauco Villas Boas，53歲，巴西漫畫家（Geraldão），被槍殺。[166]

### 13日
- 傑里·阿德勒（Jerry Adler），91歲，美國和聲家，前列腺癌。[167]
- 邁克爾·安格斯爵士，79歲，英國商人，聯合利華董事長（1986-1992）。[168]
- 查理·阿什克羅夫特（Charlie Ashcroft），83歲，英格蘭足球運動員（利物浦足球俱樂部）。[169]
- 伊恩·阿克斯福德爵士（Sir Ian Axford），76歲，紐西蘭太空科學家，長期患病。[170]
- Jean Ferrat，79歲，法國歌手，癌症。[171]
- 莫姆西洛·加夫裡奇，71歲，克羅埃西亞出生的美式足球運動員（三藩市49人隊）。[172]
- 彼得·哈伯恩（Peter Harburn），78歲，英格蘭足球運動員（布萊頓和霍夫阿爾比恩）。[173]
- 何萍萍，21歲，中國侏儒，能走路的矮個子，心臟併發症。[174]
- Terry Heffernan，58歲，紐西蘭政治家，癌症。[175]
- 愛德華·卡爾古（Édouard Kargu），84歲，法國足球運動員。[176]
- 克里夫·利文斯頓，79歲，美式橄欖球運動員（紐約巨人隊）和特技演員，路易體失智和帕金森病的併發症。[177]
- Leon Manley，83歲，加拿大足球運動員（埃德蒙頓愛斯基摩人）。[178]
- 安傑伊·瑪律欽科夫斯基（Andrzej Marcinkowski），81歲，波蘭律師和政治家，代理司法部長（1991年），長期患病。[179]
- 內維爾·米德，61歲，牙買加出生的英國拳擊手。[180]
- Gary Mittelholtz，55歲，加拿大記者（CBC電臺），心臟病發作[181]
- 福阿德·扎卡里亞（Fouad Zakariyya），82-83歲，埃及哲學家。[182]

### 14日
- Chimen Abramsky，93歲，英國歷史學家，猶太研究和希伯來文學專家。[183]
- 納胡姆·埃利·帕拉西奧斯·阿特亞加（Nahúm Elí Palacios Arteaga），36歲，宏都拉斯記者和電視新聞導演，被槍殺。[184]
- 黑爾·阿什克拉夫特，89歲，美國政治家。[185]
- 馬塞爾·巴庫（Marcel Bacou），74歲，法國足球裁判。[186]
- 卡門·卡帕爾博（Carmen Capalbo），84歲，美國戲劇導演，肺氣腫。[187]
- 愛德華·尤金·克拉普蘭胡（Edward Eugene Claplanhoo），81歲，美國馬卡領導人和退伍軍人，第一位馬卡大學畢業生，馬卡博物館的創始人。[188]
- 少年柯林斯，82歲，美國圓號演奏家。[189]
- 科西嘉島喬，90歲，美國職業摔跤手。[190]
- 切麗·德卡斯特羅（Cherie DeCastro），87歲，美國歌手（德卡斯特羅姐妹），肺炎。[191]
- 85歲的美國檢察官埃德蒙·迪尼斯（Edmund Dinis）調查了Chappaquiddick事件，淋巴瘤治療的併發症。[192]
- 派特·范寧（Pat Fanning），91歲，愛爾蘭投擲運動員（沃特福德），蓋爾體育協會主席（1970-1973）。[193]
- 古梅爾辛多·戈麥斯（Gumersindo Gómez），81歲，阿根廷奧運選手。[194]
- 彼得·格雷夫斯（Peter Graves），83歲，美國演員（《碟中諜》《飛機》《Stalag 17》），心臟病發作。[195]
- Vinda Karandikar，91歲，印度詩人和作家，短暫患病後。[196]
- 埃爾南·列雷納（Hernán Llerena），81歲，秘魯奧運自行車運動員。[197]
- Arnold Loxam，93歲，英國管風琴家。[198]
- 康拉德·魯蘭德（Konrad Ruhland），78歲，德國音樂學家。[199]
- 費利佩·薩帕格（Felipe Sapag），93歲，阿根廷政治家。[200]
- Der Scutt，75歲，美國建築師（特朗普大廈，阿斯特廣場一號，雷丁公共博物館），肝功能衰竭。[201]
- 珍妮特·辛普森（Janet Simpson），65歲，英國奧運田徑運動員，心臟病發作。[202]
- Altie Taylor，62歲，美式橄欖球運動員（底特律雄獅隊）。[203]
- 萊爾·威爾遜，66歲，美國演員。[204]

### 15日
- W.H.阿特金森，75歲，美國賽車手。[205]
- 艾米莉亞·邦科丁（Emilia Boncodin），55歲，菲律賓DBM秘書（1998年，2001-2005年），中興通訊醜聞舉報人，心臟驟停。[206]
- 約瑟夫·加爾登（Joseph Galdon），81歲，菲律賓作家和學者。[207]
- 君特·海德曼（Günther Heidemann），77歲，德國奧運銅牌得主（1952年）拳擊手。[208]
- 羅伯特·霍金斯（Robert Hodgins），89歲，南非藝術家，肺癌。[209]
- 肯·霍爾科姆（Ken Holcombe），91歲，美國棒球運動員（芝加哥白襪隊）。[210]
- Ashok Kumar，53歲，Langbaurgh（1991-1992）和MSEC（1997-2010）的英國國會議員，自然原因。[211]
- 羅恩·倫迪（Ron Lundy），75歲，美國廣播唱片騎師（WABC，WCBS-FM），心臟病發作。[212]
- Sam Mtukudzi，21歲，辛巴威音樂家，車禍。[213]
- 派特裡夏·賴特森（Patricia Wrightson），88歲，澳大利亞兒童作家。[214]

### 16日
- 阿卜杜勒·哈克·俾路支，63歲，巴基斯坦學者和政治家。[215]
- 赫伯·科恩（Herb Cohen），77歲，美國唱片公司高管，弗蘭克·扎帕（Frank Zappa）的經理。[216]
- 比利·霍夫特（Billy Hoeft），77歲，美國職業棒球大聯盟全明星投手（底特律老虎隊，巴爾的摩金鶯隊）。[217]
- 菲力浦·卡皮索達（Filip Kapisoda），22歲，黑山模特，槍擊自殺。[218]
- Hachiro Maekawa，97歲，日本棒球運動員（讀賣巨人隊），呼吸衰竭。[219]
- Ksenija Pajčin，32歲，塞爾維亞流行歌手，被槍殺。[218][220]
- 簡·謝爾曼（Jane Sherman），101歲，美國作家和舞蹈家。[221]
- 大衛·斯坦伯格（David J. Steinberg），45歲，美國演員（Willow，Epic Movie），上吊自殺。[222]
- 埃琳娜·泰羅娃（Elena Tairova），18歲，俄羅斯國際象棋選手，女子特級大師和國際大師，長期患病。[223]
- 胡安·阿道夫·圖裡（Juan Adolfo Turri），59歲，阿根廷奧運運動員。[224]

### 17日
- 阿卜杜拉·布林達（Abdellah Blinda），58歲，摩洛哥足球運動員，心臟病發作。[225]
- 蒂姆·查德威克（Tim Chadwick），47歲，紐西蘭藝術家，交通事故。[226]
- 亞歷克斯·奇爾頓（Alex Chilton），59歲，美國音樂家（Big Star，The Box Tops），心臟病發作。[227]
- 韋恩·科利特（Wayne Collett），60歲，美國運動員，1972年夏季奧運會銀牌得主，癌症。[228]
- 席德·弗萊施曼（Sid Fleischman），90歲，美國兒童作家，癌症。[229]
- 范弗萊徹，85歲，美國棒球運動員（底特律老虎隊）。[230]
- 查理·吉列特（Charlie Gillett），68歲，英國電臺主持人，音樂作家和唱片製作人，長期患病。[231]
- 彼得·高蘭（Peter Gowland），93歲，美國魅力攝影師和演員，髖關節手術。[232]
- Ștefan Gheorghiu，83歲，羅馬尼亞小提琴家。[233]
- Johnnie High，80歲，美國鄉村音樂大師，心力衰竭。[234]
- 朴南基，76歲，北韓公職人員，被行刑隊處決。[235]
- 羅伯特·邁克爾·懷特，85歲，美國X-15試飛員。[236]

### 18日
- 阿曼達·卡斯特羅（Amanda Castro），47歲，宏都拉斯詩人，呼吸系統疾病。[237]
- 朱利尼奧，90歲，葡萄牙足球運動員。[238]
- Herb Denenberg，80歲，美國記者（WCAU），消費者權益宣導者，賓夕法尼亞州保險專員，心臟病發作。[239]
- 唐納德·P·凱利（Donald P. Kelly），88歲，美國槓桿收購投資者（Beatrice Foods），癌症。[240]
- Chick Lang， Sr.，83歲，美國商人，馬里蘭賽馬會總經理，自然原因。[241]
- 赫伯特·勒溫（Herbert G. Lewin），95歲，美國政治家，1988年總統大選候選人，心力衰竭。[242]
- 菲斯·派克，85歲，美國演員（戴維·克羅克特，丹尼爾·布恩），自然原因。[243]
- 齊格蒙特·帕沃維奇，82歲，波蘭羅馬天主教主教，格但斯克輔理主教（1985-2005）。[244]
- 保羅·華納·鮑威爾（Paul Warner Powell），31歲，美國被定罪的殺人犯，被電椅處決。[245]
- 威廉·沃爾夫（William Wolfe），86歲，蘇格蘭政治家，蘇格蘭民族黨全國主席（1969-1979）。[246]
- 康斯坦丁·葉廖緬科，39歲，俄羅斯五人制足球運動員，歐洲冠軍（1999年），心臟病發作。[247]
- 傑里·約克（Jerry York），71歲，美國商人，蘋果公司執行董事，腦溢血。[248]

### 19日
- Carlo Chenis，55歲，義大利羅馬天主教主教，奇維塔韋基亞-塔爾奎尼亞主教（自2006年起）。[249]
- 鮑勃·柯蒂斯（Bob Curtis），60歲，英格蘭足球運動員（查爾頓競技，曼斯菲爾德鎮），運動神經元疾病。[250]
- 傑拉爾德·德魯克（Gerald Drucker），84歲，英國低音提琴演奏家。[251]
- 韋恩·尤因（Wayne S. Ewing），81歲，美國政治家。[252]
- 約翰·希克倫頓（John Hicklenton），42歲，英國漫畫家（西元2000年），協助自殺。[253]
- 泰德·胡珀（Ted Hooper），91歲，英國養蜂人。[254]
- 喬治·萊恩（George Lane），95歲，匈牙利出生的英國二戰突擊隊員，肺炎。[255]
- 羅伯托·德拉馬德里，88歲，墨西哥政治家，下加利福尼亞州州長（1977-1983），墨西哥第一位在美國出生的州長。[256]
- 比爾·麥金太爾（Bill McIntyre），80歲，美國演員（達拉斯），自然原因。[257]
- 埃莉諾·史密斯，98歲，美國飛行員。[258]
- 多蒂·湯普森（Dottie Thompson），88歲，美國音樂節召集人，Merrie Monarch音樂節的聯合創始人，肺炎併發症。[259]
- 勞爾·德拉托雷（Raúl de la Torre），72歲，阿根廷電影導演（Pobre mariposa，Funes，un gran amor），心臟驟停。[260]

### 20日
- 蘇珊娜·阿馬圖尼（Susanna Amatuni），86歲，蘇聯亞美尼亞藝術評論家和音樂學家。[261]
- 伊斯特萬·比萊克（István Bilek），77歲，匈牙利國際象棋特級大師。[262]
- 艾倫·卡梅隆（Alan Cameron），80歲，澳大利亞橄欖球聯盟球員，國家隊。[263]
- 哈裡·卡彭特（Harry Carpenter），84歲，英國體育評論員和電視節目主持人。[264]
- 莉茲·卡彭特（Liz Carpenter），89歲，美國女權主義作家，伯德·詹森夫人（Lady Bird Johnson，1963-1969）的新聞秘書，肺炎。[265]
- 克萊伯恩·卡里，78歲，美國女演員和歌舞表演者，帕金森病併發症。[266]
- 50歲的哥倫比亞記者克洛多米羅·卡斯蒂利亞（Clodomiro Castilla）被槍殺。[267]
- 多蘿西·科雷根（Dorothy Corrigan），96歲，加拿大政治家，夏洛特敦第一位女市長（1968-1972）。[268]
- 奇卡·迪克森（Chicka Dixon），81歲，澳大利亞原住民活動家，石棉肺。[269]
- 埃貝特·卡達魯斯曼（Ebet Kadarusman），73歲，印尼電視和廣播主持人，中風。[270]
- 雷·豐塞卡（Ray Fonseca），56歲，美國草裙舞大師，心臟病發作。[271]
- 弗雷德·海涅曼（Fred Heineman），80歲，美國政治家，北卡羅來納州眾議員（1995-1997），自然原因。[272]
- 約翰·埃裡克·福爾摩斯（John Eric Holmes），80歲，美國科幻小說和奇幻作家。[273]
- 吉里賈·普拉薩德·柯伊拉拉（Girija Prasad Koirala），85歲，尼泊爾政治家，總理（四屆），多器官功能障礙綜合征。[274]
- 伊恩·奈特（Ian Knight），69歲，英國舞台設計師，癌症。[275]
- Rihards Kotāns，54歲，拉脫維亞奧運雪橇運動員。[276]
- Naim Kryeziu，92歲，阿爾巴尼亞足球運動員。[277]
- 歐文·萊恩（Erwin Lehn），90歲，德國音樂家和指揮家。[278]
- 羅賓·米爾納（Robin Milner），76歲，英國計算機科學家，心臟病發作。[279]
- 小川愛，62歲，美國詩人，乳腺癌。[280]
- 奧托·奧特普卡（Otto Otepka），94歲，美國國務院安全辦公室副主任（1959-1962）。[281]
- 費爾南多·約里奧·羅德裡格斯（Fernando Iório Rodrigues），80歲，巴西羅馬天主教主教，帕爾梅拉·多斯·因迪奧斯主教（1985-2006）。[282]
- Mikel Scicluna，80歲，加拿大職業摔跤手，肝癌。[283]
- 斯圖爾特·尤德爾（Stewart Udall），90歲，美國政治家，內政部長（1961-1969），秋天。[284]
- 楊麗娜，47歲，新加坡女演員（三水女），子宮癌。[285]

### 21日
- 薇薇安·布萊克（Vivian Blake），53歲，牙買加毒梟，心臟病發作。[286]
- 佛朗哥·瓜爾德里尼（Franco Gualdrini），86歲，義大利羅馬天主教主教，特爾尼-納尼-阿米莉亞主教（1983-2000）。[287]
- Lou Jankowski，78歲，加拿大冰球運動員（芝加哥黑鷹隊，底特律紅翼隊）。[288]
- 木村武夫（Takeo Kimura），91歲，日本藝術總監。[289]
- 布朗尼·萊德貝特（Brownie Ledbetter），77歲，美國民權活動家。[290]
- 瑪格麗特·莫斯（Margaret Moth），58歲，紐西蘭攝影記者（CNN），結直腸癌。[291]
- 沃爾夫岡·瓦格納（Wolfgang Wagner），90歲，德國導演（拜羅伊特電影節），自然原因。[292]
- 蘇珊娜，沃爾頓夫人，83歲，阿根廷作家，作曲家威廉·沃爾頓爵士的遺孀，自然原因。[293]

### 22日
- 詹姆斯·布萊克爵士，85歲，英國醫生，諾貝爾醫學獎獲得者（1988年）。[294]
- Özhan Canaydın，67歲，土耳其籃球運動員，加拉塔薩雷公司總裁（2002-2008），胰腺癌。[295]
- 迪茲·迪斯利（Diz Disley），78歲，加拿大出生的英國爵士吉他手。[296]
- Ky Fan，95歲，美國數學家。[297]
- 艾拉·梅·詹森（Ella Mae Johnson），106歲，美國社會工作者和作家。[298]
- 勒羅伊·馬蒂森（Leroy Matthiesen），88歲，美國羅馬天主教主教，阿馬里洛主教（1980-1997）。[299]
- 埃米爾·舒爾茨（Emil Schulz），71歲，德國拳擊手。[300]
- 瓦倫蒂娜·托爾庫諾娃（Valentina Tolkunova），63歲，俄羅斯歌手，RSFSR人民藝術家，腦瘤。[301]

### 23日
- 鮑勃·阿博特（Bob Abbott），77歲，美國法官。[302]
- Nail Bakirov，57歲，俄羅斯統計學家，車禍。[303]
- 伊迪絲·巴尼（Edith Barney），87歲，美國棒球運動員。[304]
- 米奇·科斯坦薩（Midge Costanza），77歲，美國社會和政治活動家，吉米·卡特（Jimmy Carter）總統的顧問，癌症。[305]
- 艾倫·金-漢密爾頓（Alan King-Hamilton），105歲，英國法官。[306]
- Lauretta Masiero，82歲，義大利女演員，阿爾茨海默病。[307]
- 長澤次郎，78歲，日本奧運游泳運動員和國家教練，喉癌。[308]
- 韋恩·派翠克（Wayne Patrick），63歲，美式橄欖球運動員（布法羅比爾隊），腎病。[309]
- Kaljo Põllu，75歲，愛沙尼亞藝術家。[310]
- 卡努·桑亞爾（Kanu Sanyal），78歲，印度革命者，納薩爾領導人，上吊自殺。[311]
- 亞歷克斯·塞思（Alex Seith），75歲，美國政治家。[312]
- 蘇萊曼·達烏德（Sulaiman Daud），77歲，馬來西亞政治家，部長（1981-1999），肝癌。[313]
- Blanche Thebom，94歲，美國女中音，肺炎。[314]
- 弗里茨·瓦格納伯格（Fritz Wagnerberger），72歲，德國奧運滑雪運動員。[315]
- 詹姆斯·威廉姆森（James Williamson），26歲，澳大利亞山地自行車手和記者。[316]
- Marva Wright，62歲，美國藍調歌手，中風併發症。[317]

### 24日
- Elijah Alexander，39歲，美式足球運動員（印第安那波利斯小馬隊），多發性骨髓瘤。[318]
- Anzor Astemirov，33歲，俄羅斯叛亂分子，2005年納爾奇克突襲的領導人，被槍殺。[319]
- 羅伯特·卡爾普（Robert Culp），79歲，美國演員（《我是間諜》《最偉大的美國英雄》《鵜鶘簡報》），心臟病發作。[320]
- 馬丁·埃利奧特（Martin Elliott），63歲，英國攝影師（網球女孩），癌症。[321]
- 奧斯瓦爾多·弗羅塔-佩索阿（Oswaldo Frota-Pessoa），93歲，巴西遺傳學家和學者。[322]
- 羅恩·哈門斯（Ron Hamence），94歲，澳大利亞板球運動員。[323]
- 科琳·凱·哈欽斯（Colleen Kay Hutchins），83歲，美國女演員，美國小姐（1952年），琪琪·范德維格（Kiki Vandeweghe）的母親。[324]
- 吉姆·馬歇爾（Jim Marshall），74歲，美國攝影師。[325]
- 威廉·梅恩（William Mayne），82歲，英國兒童作家。[326]
- Harold McGraw， Jr.，92歲，美國商人，McGraw-Hill首席執行官（1975-1983）。[327]
- 達芙妮·派克，蒙茅斯男爵夫人公園，88歲，英國間諜（軍情六處），長期患病。[328]
- 莫蒂默·薩克勒（Mortimer Sackler），93歲，美國醫生和慈善家。[329]
- 埃裡克·桑德蘭（Eric Sunderland），80歲，威爾士人類學家和學術管理人員，班戈大學副校長（1984-1995）。[330]

### 25日
- 阿爾貝托·阿羅約（Alberto Arroyo），94歲，美國跑步者。[331]
- Pål Bang-Hansen，72 歲，挪威電影導演、演員和影評人，皮膚癌。[332]
- 本·加斯科因（Ben Gascoigne），94歲，紐西蘭出生的澳大利亞光學天文學家。[333]
- Kit Horn，80歲，美國衝浪者，非霍奇金淋巴瘤。[334]
- 德斯·霍伊斯特德（Des Hoysted），87歲，澳大利亞電臺廣播員和賽馬評論員。[335]
- Marty Lederhandler，92歲，美國攝影師（美聯社），中風。[336]
- John P. McGarr，45歲，美國演員和電影製片人，交通事故。[337]
- 伊莉莎白·諾埃爾·諾伊曼（Elisabeth Noelle-Neumann），93歲，德國政治學家。[338]
- 何塞·安東尼奧·佩泰羅·弗萊雷，73歲，摩洛哥羅馬天主教主教，丹吉爾大主教（1983-2005）。[339]
- 馬歇爾·普盧默（Marshall Plummer），62歲，美國納瓦霍族第一副總統（1991-1994），肺病。[340]
- Martin Řehák，76歲，捷克奧運運動員。[341]
- 邁克爾·羅森菲爾德（Michael S. Rosenfeld），75歲，美國藝人經紀人，Creative Artists Agency聯合創始人。[342]
- 羅伯特·桑達格（Robert Sandager），95歲，美國奧運射擊運動員。[343]
- 切特·西蒙斯（Chet Simmons），81歲，美國體育廣播主管，ESPN第一任總裁，專員（USFL），自然原因。[344]
- 瓦茨拉夫·西羅維，75歲，捷克奧運舉重運動員。[345]
- 扎伊納爾·阿比丁·艾哈邁德（Zainal Abidin Ahmad），71歲，馬來西亞政治家，腦癌。[346]
- 張廷發，91歲，中國上將，中國人民解放軍空軍司令員。[347]
- 牛尾恭平，75歲，日本奧運短跑運動員。[348]

### 26日
- 艾哈邁德·本·扎耶德·阿勒納哈揚（Ahmed bin Zayed Al Nahyan），41歲，阿聯酋阿布達比投資局董事總經理，滑翔機墜毀。[349]
- Abeywardena Balasuriya，63歲，斯裡蘭卡音樂家、重播歌手、作家和電視節目製作人。[350]
- 弗蘭克·伯吉斯（Frank Burgess），75歲，美國聯邦法官和籃球運動員，癌症。[351]
- 蘿拉·鐘斯（Lara Jones），34歲，英國兒童作家和插畫家，黑色素瘤。[352]
- 曼努埃爾·德·赫蘇斯·華雷斯，55歲，宏都拉斯記者，被槍殺。[184]
- Shmuel Katz，83歲，以色列漫畫家和插畫家。[353]
- 魯伊·科珀（Ruy Kopper），79歲，巴西奧運賽艇運動員。[354]
- 權赫羅，81歲，日本出生的韓國殺人犯，前列腺癌。[355]
- 海因茨·勞弗（Heinz Laufer），84歲，德國奧運運動員。[356]
- 何塞·巴亞爾多·邁雷納·拉米雷斯，52歲，宏都拉斯記者，被槍殺。[184]
- 羅科·潘塔萊奧（Rocco Pantaleo），53歲，義大利出生的澳大利亞人，La Porchetta的車主，摩托車事故。[357]
- 查理斯·里斯坎普（Charles Ryskamp），81歲，美國藝術收藏家和博物館館長（弗里克收藏，皮爾龐特摩根圖書館），癌症。[358]
- 喬治·施瓦茨（George X. Schwartz），96歲，美國政治家。[359]
- 馬克斯·懷特黑德（Max Whitehead），87歲，澳大利亞橄欖球聯盟球員，模特和職業摔跤手，髖關節手術后併發症。[360]

### 27日
- 迪克·佐丹奴（Dick Giordano），77歲，美國漫畫家和編輯（蝙蝠俠，神奇女俠，雷神），肺炎併發症。[361]
- 茲比格涅夫·古特，60歲，波蘭足球運動員。[362]
- Peter Herbolzheimer，74歲，德國爵士音樂家。[363]
- 斯蒂芬·赫斯特（Stephen Hearst），90歲，奧地利出生的英國電視和廣播主管。[364]
- 科爾姆·基爾南（Colm Kiernan），78歲，澳大利亞歷史學家，愛爾蘭裔澳大利亞人的傳記作家。[365]
- Eva Markvoort，25歲，加拿大博主，65_Redroses囊性纖維化研究物件。[366]
- 斯坦福·帕裡斯，80歲，美國政治家，佛吉尼亞州眾議員（1973-1975,1981-1991），心臟病。[367]
- 瓦西裡·斯梅斯洛夫，89歲，俄羅斯國際象棋特級大師，世界冠軍（1957-1958），心力衰竭。[368]
- 斯坦利·范恩（Stanley Vann），100歲，英國管風琴家和作曲家，跌倒后出現併發症。[369]

### 28日
- 弗雷德·阿斯卡尼（Fred Ascani），92歲，美國空軍試飛員，肺癌。[370]
- 大衛·卡內基（David Carnegie），第14代諾斯克伯爵（Earl of Northesk），55歲，蘇格蘭貴族，上議院議員。[371]
- Preeda Chullamondhol，64歲，泰國奧運自行車運動員。[372]
- 加文·多恩爵士，95歲，紐西蘭法學家，曾任太平洋國家首席大法官。[373]
- 丹·鄧肯（Dan Duncan），77歲，美國商人石油公司高管和億萬富翁，腦溢血。[374]
- 赫伯·埃利斯（Herb Ellis），88歲，美國爵士吉他手，阿爾茨海默病。[375]
- 德里斯·弗洛倫丁，26歲，巴拉圭足球運動員，車禍。[376]
- 喬·蓋茨（Joe Gates），55歲，美國棒球運動員（芝加哥白襪隊）和教練（加里·南岸鐵路貓隊），心力衰竭。[377]
- June Havoc，97歲，加拿大出生的美國女演員，自然原因。[378]
- 阿裡·易卜拉欣（Ali Ibrahim），38歲，埃及奧運賽艇運動員，交通事故。[379]
- 約翰尼·勞倫森（Johnny Lawrenson），88歲，英國橄欖球聯盟球員。[380]
- 約翰·普丁（John Purdin），67歲，美國棒球運動員。[381]
- Agim Qirjaqi，59歲，阿爾巴尼亞演員和電視導演。[382]
- 佐菲亞·羅曼諾維奇（Zofia Romanowicz），87歲，波蘭作家和翻譯家。[383]
- Asbjørn Sjøthun，82歲，挪威政治家，巴爾斯峽灣市市長（1962-1969），國會議員（1969-1989）。[384]
- 埃裡克·圖尼（Eric Tunney），45歲，加拿大喜劇演員（《大廳裡的孩子：腦糖》）。[385]

### 29日
- 湯姆·伯頓（Tom Burton），46歲，美國職業摔跤手。[386]
- 崔振英，39歲，韓國演員、歌手，崔振實的弟弟，上吊自殺。[387]
- Jean Cosmat，99歲，法國奧運銅牌得主（1936年）賽艇運動員。[388]
- 庫爾特·霍克魯普（Kurt Hockerup），65歲，丹麥政治家，心臟驟停。[389]
- 艾倫·伊斯勒（Alan Isler），75歲，英國出生的美國小說家和教授，長期患病。[390]
- 亞諾斯·卡斯（János Kass），82歲，匈牙利藝術家。[391]
- Jenne Langhout，91歲，荷蘭奧運曲棍球運動員。[392]
- Sam Menning，85歲，美國演員（The Prestige），肺氣腫。[393]
- 阿曼多·諾蓋拉（Armando Nogueira），83歲，巴西體育記者。[394]
- 埃利奧特·威倫斯基（Elliot Willensky），66歲，美國詞曲作者，中風。[395]

### 30日
- 佛蘭克林·德韋恩·艾利克斯（Franklin DeWayne Alix），34歲，美國連環殺手，注射死刑。[396]
- 阿爾弗雷德·安布斯（Alfred Ambs），87歲，德國二戰飛行王牌。[397]
- 湯瑪斯·安戈夫（Thomas Angove），92歲，澳大利亞釀酒師，酒桶發明者。[398]
- 拉斯洛·安塔爾（Laszlo Antal），73歲，匈牙利出生的英國射擊運動員。[399]
- Nicola Arigliano，86歲，義大利爵士歌手、音樂家和演員。[400]
- 約翰·邦奇（John Bunch），88歲，美國爵士鋼琴家，黑色素瘤。[401]
- 胡安·卡洛斯·卡瓦列羅·維加（Juan Carlos Caballero Vega），109歲，墨西哥革命者，潘喬別墅（Pancho Villa）的司機。[402]
- Jaime Escalante，79歲，美國數學老師，電影《Stand and Deliver》的靈感來源，膀胱癌。[403]
- 約翰·費瑟斯，80歲，澳大利亞奧運擊劍運動員（1952年）。[404]
- 彼得·弗林施（Peter Flinsch），89歲，德國出生的加拿大藝術家。[405]
- 約瑟夫·霍梅耶（Josef Homeyer），80歲，德國羅馬天主教主教，希爾德斯海姆主教（1983-2004）。[406]
- 莫裡斯·R·傑普森（Morris R. Jeppson），87歲，美國陸軍航空隊軍官，伊諾拉·蓋伊（Enola Gay）的助理武器手。[407]
- 大衛·米爾斯（David Mills），48歲，美國作家，記者和電視作家（NYPD Blue，ER，The Wire），腦動脈瘤。 [408]
- 瑪律科姆·波因德克斯特（Malcolm Poindexter），84歲，美國記者和記者（KYW-TV），阿爾茨海默病。[409]
- 馬丁·桑德伯格（Martin Sandberger），98歲，德國納粹領導人和大屠殺肇事者。[410]
- 哈裡特·謝特勒（Harriet Shetler），92歲，美國記者和宣導者，全國精神疾病聯盟（National Alliance on Mental Disease）的創始人。[411]
- 威廉·史密斯（William T. Smith），94歲，美國政治家，紐約州參議院議員（1963-1987）。[412]
- H·克萊德·威爾遜（H. Clyde Wilson Jr.），83歲，美國人類學家和政治家。[413]
- Jadin Wong，96歲，美國舞蹈家、喜劇演員和藝人經紀人。[414]

### 23日
- 尤金·艾倫，90歲，美國白宮管家（1952-1986），腎功能衰竭。[415]
- Marcelle Arnold，92歲，法國女演員。[416]
- 阿萊特·佛朗哥（Arlette Franco），70歲，法國政治家，腦瘤併發症。[417]
- 伯頓·約瑟夫（Burton Joseph），79歲，美國第一修正案律師，腦癌。[418]
- 梁婷婷，65歲，香港女演員。[419]
- 路德維希·馬丁（Ludwig Martin），100歲，德國律師，德國總檢察長（1963-1974）。[420]
- 雪麗·米爾斯（Shirley Mills），83歲，美國女演員（《憤怒的葡萄》），肺炎。[421]
- 傑拉爾德·特霍斯特，87歲，美國白宮新聞秘書（1974年），心力衰竭。[422]
- 卡西姆·馬哈茂德（Qasim Mahmood），81歲，巴基斯坦知識份子，最重要的百科全書學家，心力衰竭。[423]